# Orlando Kellogg

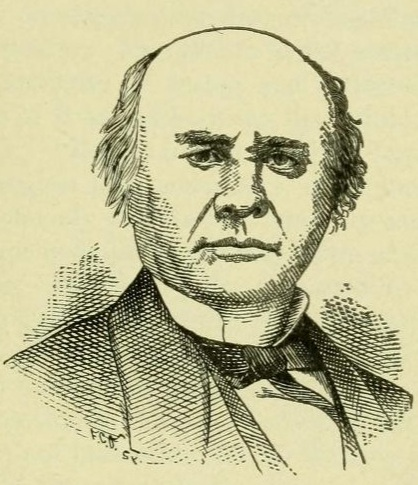
Orlando Kellogg

Orlando Kellogg (* 18. Juni 1809 in Elizabethtown, New York; † 24. August 1865 ebenda) war ein US-amerikanischer Jurist und Politiker. Er vertrat zwischen 1847 und 1849 sowie zwischen 1863 und 1865 den Bundesstaat New York im US-Repräsentantenhaus.

## Werdegang
Orlando Kellogg wurde ungefähr drei Jahre vor dem Ausbruch des Britisch-Amerikanischen Krieges in Elizabethtown im Essex County geboren und wuchs dort auf. Er verfolgte eine akademische Laufbahn. Kellogg machte früh eine Lehre zum Zimmermann und ging dann dem Gewerbe bis 1838 nach. Während dieser Zeit studierte er Jura. Seine Zulassung als Anwalt erhielt er 1838 und begann dann in Elizabethtown zu praktizieren. Zwischen 1840 und 1844 war er Vormundschafts- und Nachlassrichter (surrogate) im Essex County.
Politisch gehörte er der Whig Party an. Bei den Kongresswahlen des Jahres 1846 für den 30. Kongress wurde er im 14. Wahlbezirk von New York in das US-Repräsentantenhaus in Washington, D.C. gewählt, wo er am 4. März 1847 die Nachfolge von Erastus D. Culver antrat. Da er auf eine erneute Kandidatur im Jahr 1848 verzichtete, schied er nach dem 3. März 1849 aus dem Kongress aus.
Nach seiner Kongresszeit ging er in Elizabethtown wieder seiner Tätigkeit als Anwalt nach. Er schloss sich der Republikanischen Partei an. Als Delegierter nahm er 1860 an der Republican National Convention in Chicago teil.
Bei den Kongresswahlen des Jahres 1862 für den 38. Kongress wurde er im 16. Wahlbezirk von New York in das US-Repräsentantenhaus gewählt, wo er am 4. März 1863 die Nachfolge von William A. Wheeler antrat. Er wurde wiedergewählt, verstarb allerdings während seiner Amtszeit am 24. August 1865 in Elizabethtown. Während des Bürgerkrieges half er das 118. Regiment der New York Volunteers zu organisieren und zu finanzieren. Als Folge davon wurde er als „Father of the Regiment“ bekannt. Sein Leichnam wurde auf dem Riverside Cemetery beigesetzt. Zu Gedenken von Kellogg wurde ein Ehrenmal auf dem Congressional Cemetery in Washington D.C. errichtet.